# Senji Yamaguchi
Senji Yamaguchi (山口仙二 Yamaguchi Senji), född 3 oktober 1930 i Nagasaki, död 6 juli 2013 i Nagasaki, var en överlevande från atombomben över Nagasaki den 9 augusti 1945, som ägnade sig åt att bedriva kampanjer mot kärnvapen.
Under en tid räknades Yamaguchi som en av de hetaste kandidaterna till Nobels fredspris.